# シブオンプ
シブオンプは、松竹芸能に所属していた日本のお笑いコンビ。

## メンバー
諸岡 敬汰（もろおか けいた、1996年8月21日（28歳） - ）
ツッコミ担当、立ち位置は向かって左。
- 大阪府出身。
- 身長174cm、体重60kg。
- 趣味および特技はサッカー、ラグビー、ゲーム、映画、ボイスパーカッション、猫の動画鑑賞、温泉、サウナ、お酒
- 宅地建物取引士の資格を持っている。
- ビールの銘柄を味で当てられる。
- 小学生のころ、「マグナム」というコンビで今宮子供えびすマンザイ新人コンクールで大賞を取った事がある。
- 一度芸人を辞めて就職した後、脱サラして再度芸人になった。
- くすぐられることが苦手。

谷口 弘晃（たにぐち ひろあき、1988年7月17日（36歳） - ）
ボケ、立ち位置は向かって右。
- 兵庫県出身。
- 身長176cm、体重65kg。
- 趣味および特技はドラム、ギター、歌、麻雀、ラーメン屋巡り
- 集合写真を撮る時に、誰にも悟られることなく自然にセンターで映ることが出来る
- その場で指定された曲をリコーダーでやんわり吹けるやんわり絶対音感がある。
- アマチュア時代、M-1グランプリの1回戦に3回出場し、全て1回戦敗退。1回戦を通過するため、プロの元で勉強しようと思い養成所に入所。入所したその日に悲願の1回戦通過したが、当時の相方が42歳の大道芸人という飛び道具すぎたため、思いきり喜べなかった。
- 入れ歯が苦手。
- 既婚者。妻との日常を記したSNSに1.8万人のフォロワーがいる。
- 解散後は三明風生と「アーモンドスーツ」を結成。

## 概要
養成所で知り合った谷口と、小学生時代に「今宮こどもえびす新人漫才コンクール」にて福笑い大賞を受賞した経験がある諸岡で、2022年にコンビを結成。2022年に、松竹芸能内の結成５年以内のお笑いコンビ「シブオンプ」「ジャックポット」、ピン芸人のくわがた心と、日本放送作家協会関西支部の作家とのお笑いユニット「BAKUCHIKU」を結成した。2023年10月25日に解散。

## 芸風
主に漫才。ノーフォーマット漫才を行っている。お笑いイベント「元祖爆笑王にダメ出しをもらえるライブ」では、「メリーさん」を題材とした漫才を披露し、爆笑王からは「ファーストリアクションがほしい。台本を作りこみすぎて初めて聞くリアクションじゃない」とアドバイスを受けた。

## 賞レース戦歴

### M-1グランプリ
| 年度   | 結果      | エントリー No. | 会場                   | 日程     |
| ------ | --------- | -------------- | ---------------------- | -------- |
| 2022年 | 2回戦敗退 | 356            | 森ノ宮よしもと漫才劇場 | 10月10日 |
| 2023年 | 2回戦敗退 | 1401           | 森ノ宮よしもと漫才劇場 | 10月17日 |

### その他賞レース
- 第七回塚本お笑いコンテスト　決勝進出[10]

## 出演番組

### 過去
- THE プラチナリスト～スターが生まれた伝説の名簿～（2022年）- コンビ[8]